# Ordine del lavoro (Vietnam)
L'Ordine del lavoro è un'onorificenza del Vietnam.

## Storia
L'Ordine è stato fondato il 1º maggio 1950.

## Classi
L'Ordine dispone delle seguenti classi di benemerenza:
- I classe
- II classe
- III classe

## Assegnazione
L'Ordine è assegnato a individui o a collettività per premiare gli individui che hanno registrato risultati eccezionali nei campi del lavoro, della creatività e della costruzione nazionale.

## Insegne
- Il nastro è rosso con due strisce blu e con una stelletta di bronzo per la III classe, due per la II e tre per la I.